# 横須賀造船所

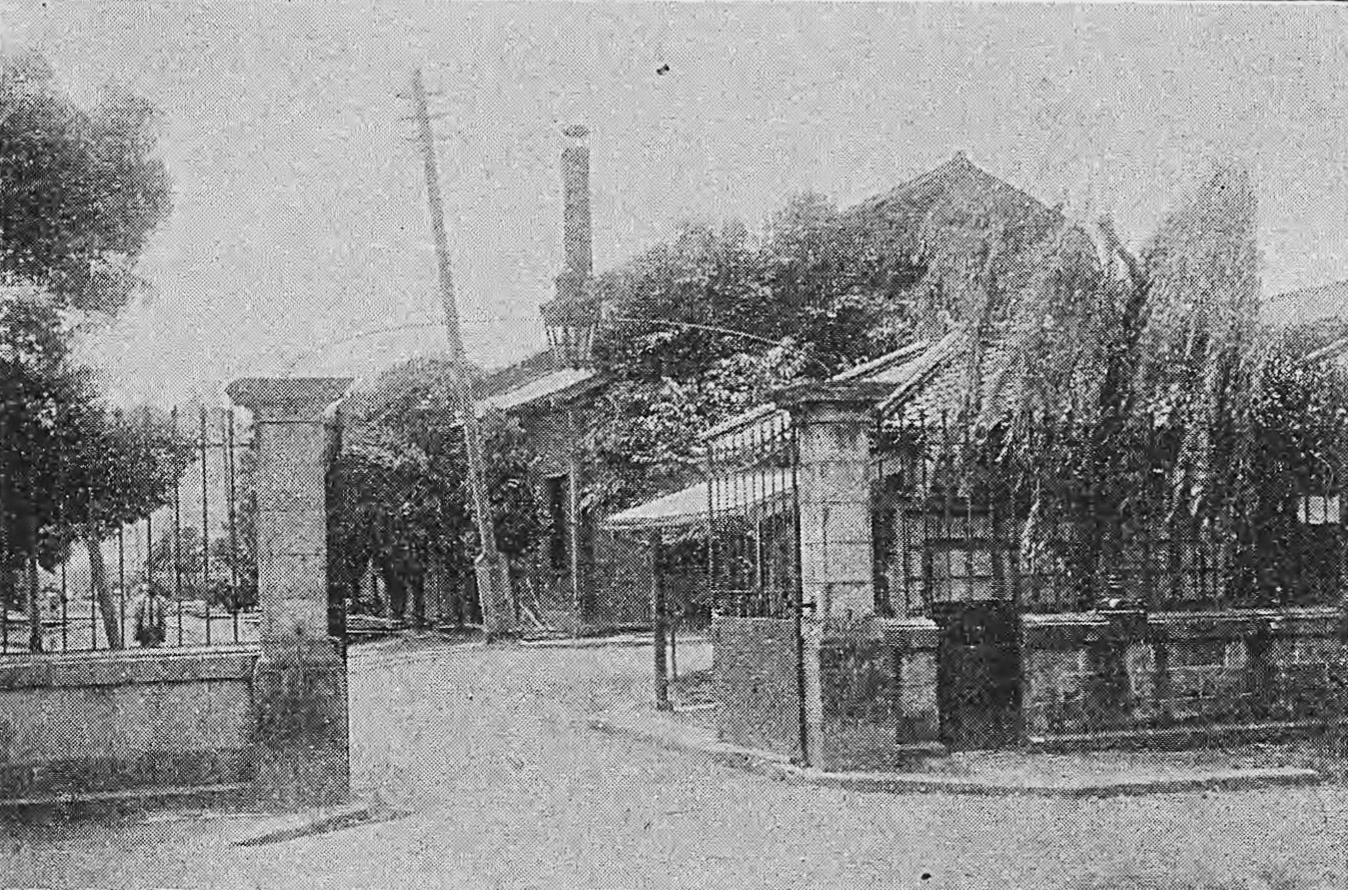
横須賀造船所外観

横須賀造船所（よこすかぞうせんじょ）は、江戸幕府により横須賀市に開設された造船所。江戸開城後は明治政府が引き継ぎ、のちに海軍省の管轄となる。現在は在日米軍横須賀海軍施設となっている。
構内には幕末の遺構が残り、貴重な近代化遺産の一つと言われる。

## 概要

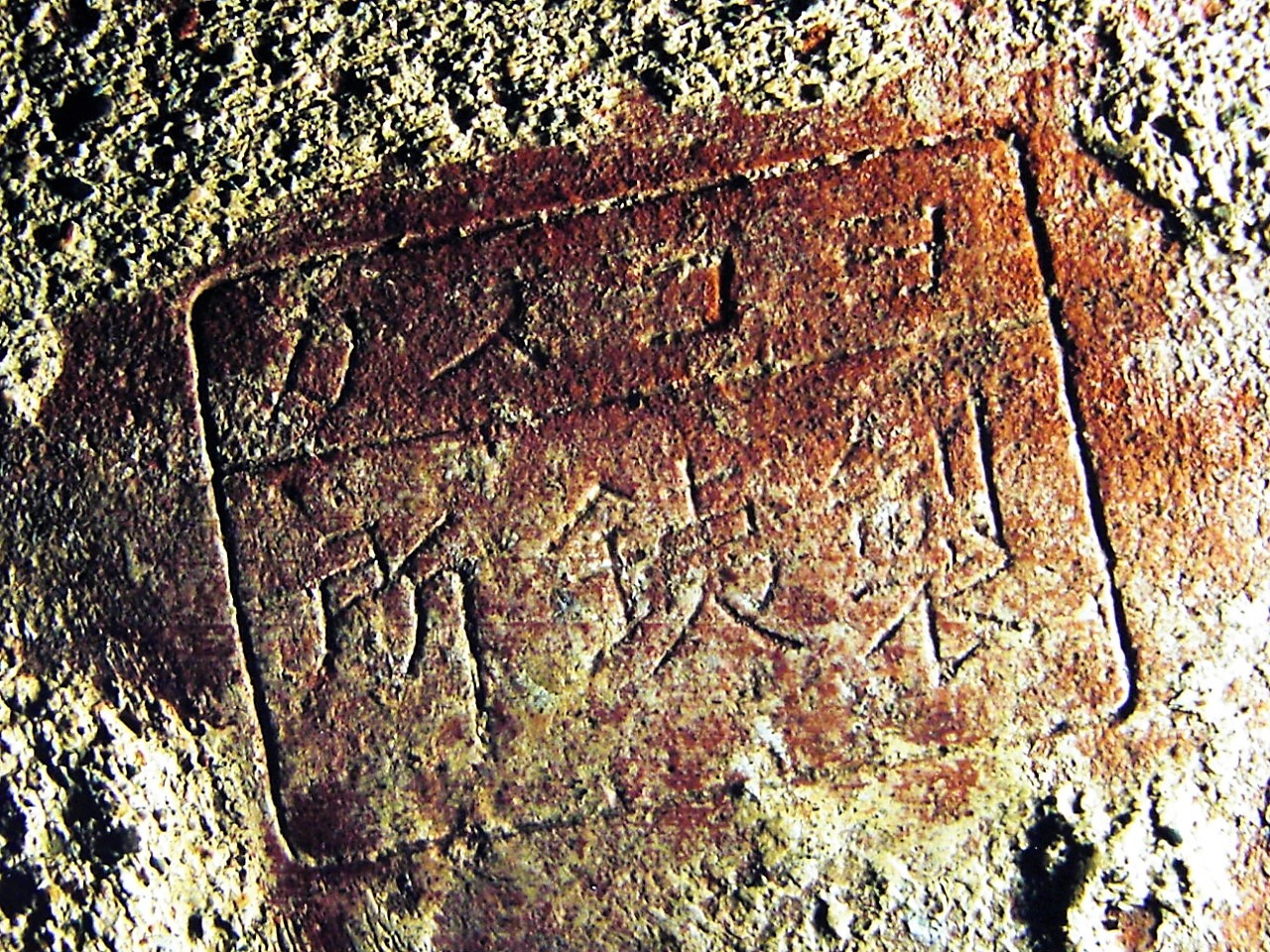
ヴェルニーの指導の下、横須賀製鉄所で製造された煉瓦の刻印部分。1866年頃から製造され、観音埼灯台、野島埼灯台、品川灯台、城ヶ島灯台等の建造に使用された。

幕末の1865年（慶応元年）、江戸幕府の勘定奉行小栗忠順の進言により、フランスの技師レオンス・ヴェルニーを招き、横須賀製鉄所として開設される。その後、一色直温を製鉄所奉行に置き、造船所とするため施設拡張に着手するが、工事の完了間近に大政奉還を迎える。明治新政府は参与兼外国事務掛小松帯刀の尽力により1868年9月にオリエンタル・バンクから貸付を受け、ソシエテ・ジェネラルに対する旧幕府の債務を返済し、横須賀製鉄所を接収。これを1871年に完成させた。
1871年（明治4年）4月9日、工部省管轄中に横須賀製鉄所から横須賀造船所への改称が行われた。1872年10月に工部省から海軍省の管轄になり、1876年8月31日には海軍省直属となり、1884年には横須賀鎮守府直轄となる。1903年には組織改革によって横須賀海軍工廠となり、多くの軍艦を製造した。
第二次世界大戦後は在日米軍の基地となっている。幕末に造られたドックが残っており、造船は行っていないものの艦船の修理に使用されている。造船で幕末から2000年（平成12年）まで活躍したスチームハンマーが横須賀市内のヴェルニー公園内にあるヴェルニー記念館に展示されている。また横須賀港の歴史は横須賀中央駅近くの自然・人文博物館で学ぶことができる。

## 黌舎
造船所内には技術者養成のための教育機関「黌舎（こうしゃ）」が設けられた（黌はまなびやの意）。ヴェルニーを校長に、明治3(1870)年に、ヴェルニーの母校であるパリの技術者養成学校「エコール・ポリテクニク」を模範として設立され、造船技術や機械学、製図法などの技術のほか、フランス語を教授した。入学資格は原則として13歳から20歳までで、衣食住は官給制であった。技手らを養成する「職人黌舎」と呼ばれる学校も併設され、明治10年代以降は多くの職人生徒も入学するようになった。1888（明治21）年に閉校するまで、約100人が卒業し、海軍省や大蔵省、外務省などへの入省者が多かったことや、100人に数人程度しか入学が認められなかったことからエリート学校とも評されていた。出身者には恒川柳作や辰巳一をはじめとしたエリート技師のほか、海軍省から横浜正金銀行リヨン駐在員となり、『八十日間世界一周』の初邦訳者としても知られる川島忠之助などがいる。黌舎はのちに工部大学校に吸収され東京帝国大学工学部造船学科となり、日本の造船技術をリードした。

## ティボディエ邸
ティボディエ・ジュール・セザール・クロードは明治時代のお雇い外国人であり、当造船技術監督として赴任していた。
ティボディエの官舎として1869年（明治2年）頃に建てられた木骨煉瓦造、平屋建の洋館（旧ティボディエ邸）は、旧横須賀製鉄所当時の唯一の建築遺構であり、九州のグラバー邸、大浦天主堂などに次ぐ、東日本最古の洋風建築であった。
老朽化のため取壊しが検討されたが、2001年11月に日本建築学会より「ティボディエ邸」の保存と活用の要望書が横須賀市および在日米軍横須賀海軍に提出された。2003年、米海軍の費用負担で移築を条件に解体され、当時のままの梁や礎石などの部材が横須賀市に寄贈。横須賀市教育委員会の所管で旧坂本小学校に保存された（その後、旧坂本小学校の売却に伴い、同市上ノ台中学校に移転）。2011年に「横須賀に軍港資料館を作る会」が活動を始めた。2021年にヴェルニー公園内に再建され、「よこすか近代遺産ミュージアム ティボディエ邸」としてオープンした。外観を再現し、解体部材を用いたトラス小屋組、家具、インテリアなどを見ることができる。